# Nationaal Restauratiefonds
Het Nationaal Restauratiefonds is een Nederlandse organisatie die eigenaren en beheerders van monumenten financiële ondersteuning bij het restaureren en onderhouden van hun pand biedt. Het Restauratiefonds ontwikkelt en verstrekt financieringen en biedt financiële diensten, ook aan overheden. Daarnaast geeft het Restauratiefonds voorlichting, advies en begeleiding bij financiële en procesmatige aspecten van een restauratie. Het Restauratiefonds pleit bij beleidsmakers voor meer aandacht en meer geld voor het behoud van cultuurhistorisch erfgoed.

## Geschiedenis
In 1985 worden subsidies voor monumenten voor een deel vervangen voor laagrentende leningen. Voor het verstrekken van deze leningen is in 1985 het Nationaal Restauratiefonds opgericht, op initiatief van het toenmalig Ministerie van Welzijn, Volksgezondheid en Cultuur (WVC). Het Restauratiefonds opereert binnen de statuten en (beleids-) kaders van het Ministerie van Onderwijs, Cultuur en Wetenschap (OCW) en werkt samen met de Rijksdienst voor het Cultureel Erfgoed.
Het Restauratiefonds kreeg bij oprichting een startkapitaal en de taak mee om dit geld zo effectief en efficiënt mogelijk in te zetten voor monumenten. Hiervoor wordt een revolverend fonds ingezet. Door eenmalige subsidies te vervangen door leningen met lage rente circuleert het geld in dit fonds. De rente en aflossing uit de leningen leent het Restauratiefonds opnieuw uit voor nieuwe restauraties. Vanaf 2014 wordt iedere euro in het fonds al voor de derde keer uitgeleend.
In het midden van de jaren negentig startte het Restauratiefonds actief met het uitbrengen van strategische adviezen over (de financiering van) de monumentenzorg. Dit leidde tot een samenwerking met de ministeries van OCW en Financiën. 
Bij haar start was het Restauratiefonds primair belast met het uitbetalen van monumentensubsidies en het verstrekken van Restauratiefonds-hypotheken. Met instemming van het ministerie is dit verbreed tot het bieden van een totale financieringsoplossing voor het restaureren, herbestemmen en verduurzamen van monumenten. Zowel voor rijksmonumenten als voor gemeentelijke monumenten. 
Ook regionaal wordt deze duurzame financieringsvorm toegepast voor het in stand houden van provinciale en gemeentelijke monumenten. Het Restauratiefonds werkt met een aantal gemeenten en provincies  samen door onder meer de inzet van een revolverend fonds. 
In het kader van de integratie van de Nederlandse wetgeving binnen Caribisch Nederland kunnen eigenaren van beschermde monumenten ook aanspraak maken op het fonds.